# Catocala jessica
Catocala jessica är en fjärilsart som beskrevs av H. Edwards 1877. Catocala jessica ingår i släktet Catocala och familjen nattflyn. Inga underarter finns listade i Catalogue of Life.

## Bildgalleri

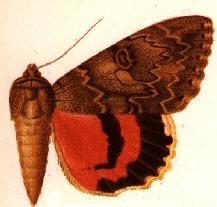